# Angiolino Romagnoli
Pour les articles homonymes, voir Romagnoli.
Angiolino Romagnoli, né dans les années 1830 à Borgo San Lorenzo dans la région de la Toscane et mort dans les années 1890 à Florence dans la même région, est un peintre italien, spécialisé dans la peinture de genre et les paysages.

## Biographie
Il naît à Borgo San Lorenzo dans la région de la Toscane dans les années 1830. Il suit les cours de l'académie des beaux-arts de Florence et a pour professeur le peintre Giuseppe Bezzuoli .
Il débute comme peintre copiste avant de peindre ses propres toiles. Il se spécialise dans la peinture de genre et les paysages. Il expose au cours de sa carrière à Florence, Turin ou Rome. Proche du mouvement des Macchiaioli, il réalise au début des années 1890 une peinture de groupe représentant plusieurs de ces contemporains, dont les peintres Silvestro Lega, Giovanni Fattori, Telemaco Signorini, Nicolò Barabino, Enrico Pestellini, Giovanni Muzzioli et Giovanni Costa. Avec les peintres Pietro Alessio (it) et Pio Chini, il a peint les décors intérieurs du musée de la manufacture Chini (it), situé dans sa ville natale.
Il décède à Florence dans les années 1890. 
Ces œuvres sont notamment visibles au musée des Offices de Florence et au musée de la manufacture Chini à Borgo San Lorenzo.

## Galerie

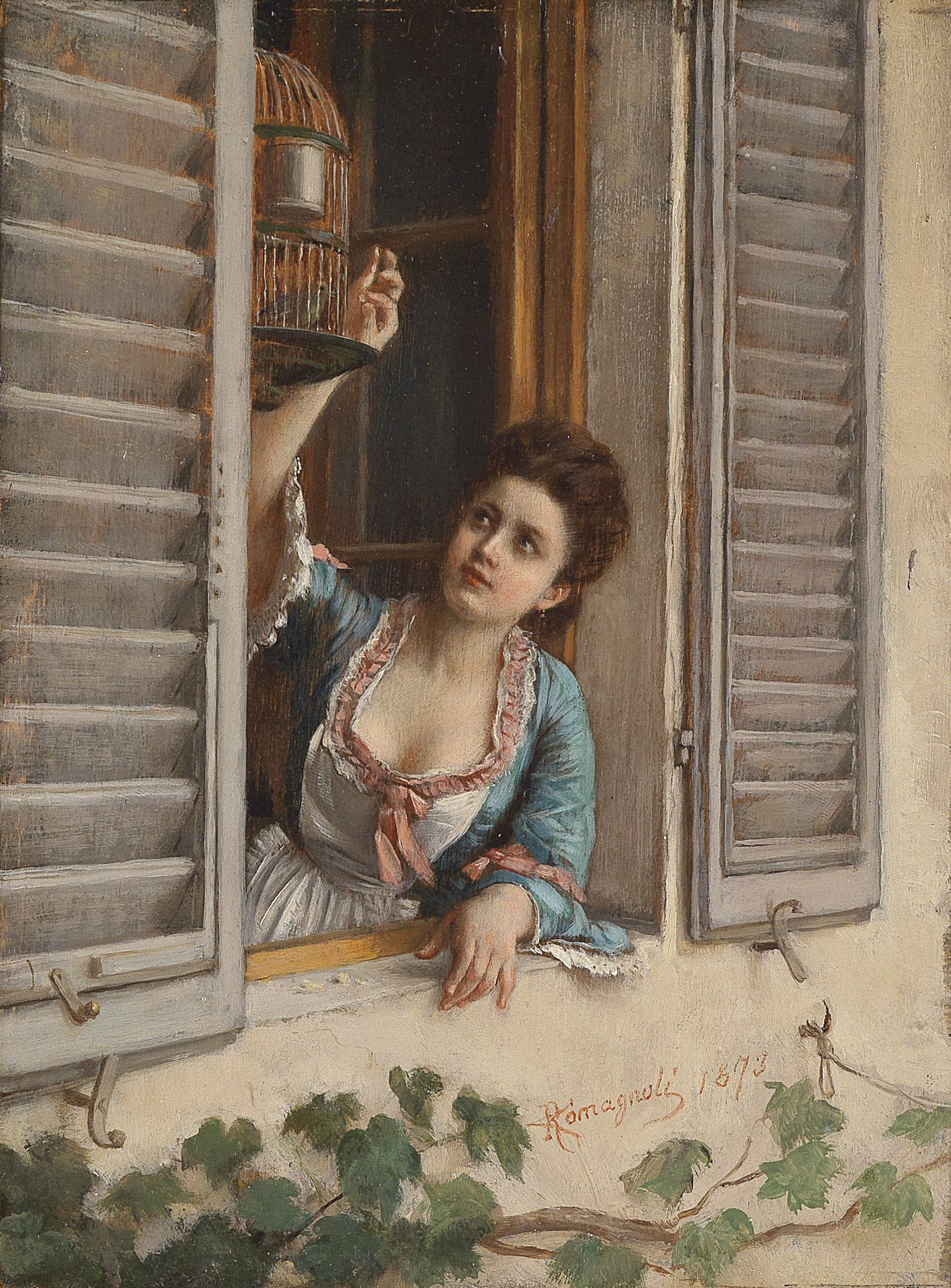
Le petit trésor (1873)